# Cocha Concova
La cocha Concova son manantiales termales ubicados en la ciudad de Pica de la Región de Tarapacá. Son utilizados para fines medicinales y de recreación.

## Historia
Luis Risopatrón lo describe en su Diccionario Jeográfico de Chile de 1924: : 245 
Concova (Vertiente de La) 20° 29' 69° 20'. De agua cloro-sulfatada, revienta en el fondo de una pequeña quebrada, a i 430 m de altitud, a un kilómetro hacia el NE del pueblo de Pica; tiene 34,5° C de temperatura i da 9 litros de agua por segundo. 134; 156; i 168, p. 44 i plano; de Concoa en 63, p. 101; 77, p. 70; 95, p. 101; i 96, p. 71 i 72; i termas Baños de Concoa en 68, p. 68.